# DHB-Pokal der Frauen 2003/04
Der DHB-Pokal der Frauen 2003/04 war die 30. Austragung des wichtigsten deutschen Hallenhandball-Pokalwettbewerbs für Frauen. DHB-Pokalsieger 2004 wurden erstmals die Frauen des 1. FC Nürnberg, die im Finale Titelverteidiger Bayer 04 Leverkusen mit 32:26 bezwangen.

## Teilnehmende Mannschaften
Folgende 76 Mannschaften waren für den DHB-Pokal der Frauen 2003/04 qualifiziert:
| Bundesliga | 2. Bundesliga | Regionalliga und tiefer |
| - DJK/MJC Trier - Buxtehuder SV - 1. FC Nürnberg - Frankfurter HC - Bayer 04 Leverkusen - HC Leipzig - TV Lützellinden - TV Mainzlar - BV Borussia Dortmund - VfL Oldenburg - SG PSV Rostock (A) - TuS Eintracht Minden (A) - SV Teutonia Riemke (A) - SG Hessen Hersfeld (A) | Staffel Nord: - SC Buntekuh (Meister) - SC Germania List (A) - HSG Blomberg-Lippe - SV Wacker Osterwald - SC Greven 09 - SV Berliner VG 49 - SV Union Halle-Neustadt - TSG Wismar - HSG Magdeburg/Niederndodeleben (A) - Reinickendorfer Füchse - SVG Celle - SV Fortuna ’50 Neubrandenburg - VT Bückeburg - TSV Nord Harrislee (A) Staffel Süd: - TuS Weibern (Meister) - SG 09 Kirchhof - TuS Metzingen - BSV Sachsen Zwickau - TSG Ketsch - Thüringer HC - SG Bensheim/Auerbach - DJK Augsburg-Hochzoll (A) - SC Markranstädt - SV Allensbach - Frisch Auf Göppingen - TV Beyeröhde - TSG Ober-Eschbach - TV Nellingen (A) | - Ahrensburger TSV - ASV Dachau - SuS FS Düsseldorf - HSG Eibelshausen - Eidelstedter SV - TSV Ellerbek - SV Germania Fritzlar - HSV Grimmen - SG Haslach/Herrenberg/Kuppingen - Hastedter TSV - VfL Horneburg - HSG Isenhagen - HSG VT Kempen - 1. FC Köln - HG 85 Köthen - HSG Kropp/Tetenhusen - HSG Lüneburg - TSV Marienfelde - TuS Nettelstedt - HSG Nettetal - TuS Neunkirchen - TV Nieder-Olm - HSG Nordhausen - DJK Eintracht Nürnberg - TuS Eintracht Oberlübbe - SHV Oschatz - TSV Owschlag - HG Remscheid - SG Handball Rosengarten - TV Ruchheim - VfL Sindelfingen - TV Sinsheim - SG Sinzheim/Niederbühl - SV Concordia Staßfurt - HSG Wittlich - VfL Wolfsburg - TSG Worfelden |

Die aufgeführten Ligazugehörigkeiten entsprechen denen der Saison 2002/03.

## Hauptrunden

### 1. Runde
Die Spiele der 1. Hauptrunde, bei der insgesamt 16 Mannschaften Freilose erhielten, wurden am Wochenende 6./7. September 2003 ausgetragen und brachten folgende Ergebnisse:
| Datum             | Uhrzeit   | Heimmannschaft                  |   | Gastmannschaft          | Ergebnis      |
| ----------------- | --------- | ------------------------------- | - | ----------------------- | ------------- |
| 6. September 2003 | 16:00 Uhr | HG 85 Köthen                    | – | SHV Oschatz             | 23:32 (7:13)  |
| 6. September 2003 | 16:15 Uhr | TSV Nord Harrislee              | – | SVG Celle               | 26:25 (10:12) |
| 6. September 2003 | 16:30 Uhr | Hastedter TSV                   | – | Eidelstedter SV         | 30:27 (17:18) |
| 6. September 2003 | 17:00 Uhr | Ahrensburger TSV                | – | SV Wacker Osterwald     | 16:33 (5:18)  |
| 6. September 2003 | 17:00 Uhr | TSG Worfelden                   | – | SV Allensbach           | 17:22 (6:12)  |
| 6. September 2003 | 17:30 Uhr | TuS Nettelstedt                 | – | HSG VT Kempen           | 25:24 (13:9)  |
| 6. September 2003 | 17:45 Uhr | TuS Eintracht Oberlübbe         | – | 1. FC Köln              | 27:23 (12:8)  |
| 6. September 2003 | 18:00 Uhr | Thüringer HC                    | – | SV Union Halle-Neustadt | 26:18 (11:9)  |
| 6. September 2003 | 18:00 Uhr | VfL Horneburg                   | – | SG PSV Rostock          | 18:29 (5:15)  |
| 6. September 2003 | 18:00 Uhr | SV Germania Fritzlar            | – | HSG Bensheim/Auerbach   | 22:26 (12:14) |
| 6. September 2003 | 18:00 Uhr | SG Kirchhof                     | – | TSG Ketsch              | 24:23 (10:10) |
| 6. September 2003 | 18:00 Uhr | HSG Eibelshausen                | – | HSG Blomberg/Lippe      | 18:23 (8:10)  |
| 6. September 2003 | 19:00 Uhr | SC Markranstädt                 | – | TSV Marienfelde         | 47:7 (24:3)   |
| 6. September 2003 | 19:30 Uhr | TuS Neunkirchen                 | – | TuS Metzingen           | 24:26 (16:12) |
| 6. September 2003 | 19:30 Uhr | TV Sinsheim                     | – | TV Ruchheim             | 20:24 (9:12)  |
| 6. September 2003 | 19:30 Uhr | Frisch Auf Göppingen            | – | DJK Eintracht Nürnberg  | 58:7 (25:4)   |
| 6. September 2003 | 19:30 Uhr | HSG Wittlich                    | – | SV Teutonia Riemke      | 14:30 (5:14)  |
| 6. September 2003 | 20:00 Uhr | SG Haslach/Herrenberg/Kuppingen | – | TV Nieder-Olm           | 26:24 (15:12) |
| 7. September 2003 | 15:00 Uhr | TSV Ellerbek                    | – | SG Handball Rosengarten | 24:25 (13:12) |
| 7. September 2003 | 15:30 Uhr | HSG Nordhausen                  | – | BSV Sachsen Zwickau     | 13:38 (10:22) |
| 7. September 2003 | 16:00 Uhr | HSG Magdeburg/Niederndodeleben  | – | SV Berliner VG 49       | 0:0           |
| 7. September 2003 | 16:00 Uhr | HSG Kropp/Tetenhusen            | – | HSG Isenhagen           | 26:21 (13:9)  |
| 7. September 2003 | 16:00 Uhr | HSG Nettetal                    | – | TSG Ober-Eschbach       | 16:28 (7:14)  |
| 7. September 2003 | 17:00 Uhr | VfL Sindelfingen                | – | TV Nellingen            | 24:20 (16:7)  |

Die Sieger zogen in die 2. Hauptrunde ein.

### 2. Runde
An der 2. Hauptrunde nahmen neben den 24 siegreichen Mannschaften der 1. Runde die 16 Mannschaften teil, die in der 1. Runde ein Freilos erhielten. Die Spiele der 2. Hauptrunde wurden zwischen dem Tag der Deutschen Einheit und dem 5. Oktober 2003 ausgetragen und brachten folgende Ergebnisse:
| Datum           | Uhrzeit   | Heimmannschaft                  |   | Gastmannschaft                | Ergebnis      |
| --------------- | --------- | ------------------------------- | - | ----------------------------- | ------------- |
| 3. Oktober 2003 | 16:00 Uhr | HSG Kropp/Tetenhusen            | – | SG PSV Rostock                | 19:42 (9:22)  |
| 3. Oktober 2003 | 17:00 Uhr | ASV Dachau                      | – | HSG Bensheim/Auerbach         | 13:33 (4:16)  |
| 4. Oktober 2003 | 15:00 Uhr | SV Concordia Staßfurt           | – | SHV Oschatz                   | 19:32 (9:15)  |
| 4. Oktober 2003 | 16:30 Uhr | BSV Sachsen Zwickau             | – | Reinickendorfer Füchse        | 34:21 (18:8)  |
| 4. Oktober 2003 | 17:00 Uhr | TSV Owschlag                    | – | TSG Wismar                    | 19:20 (7:8)   |
| 4. Oktober 2003 | 17:15 Uhr | HG Remscheid                    | – | VT Bückeburg                  | 35:19 (13:9)  |
| 4. Oktober 2003 | 17:30 Uhr | TuS Nettelstedt                 | – | SC Greven 09                  | 21:32 (6:20)  |
| 4. Oktober 2003 | 17:45 Uhr | VfL Wolfsburg                   | – | SV Wacker Osterwald           | 16:37 (9:22)  |
| 4. Oktober 2003 | 18:00 Uhr | SG Kirchhof                     | – | HSG Blomberg/Lippe            | 28:24 (11:10) |
| 4. Oktober 2003 | 19:00 Uhr | TV Beyeröhde                    | – | SV Teutonia Riemke            | 28:25 (14:12) |
| 4. Oktober 2003 | 19:30 Uhr | SV Berliner VG 49               | – | SC Markranstädt               | 20:21 (12:11) |
| 4. Oktober 2003 | 19:30 Uhr | SC Germania List                | – | SV Fortuna ’50 Neubrandenburg | 16:36 (7:20)  |
| 5. Oktober 2003 | 14:00 Uhr | HSV Grimmen                     | – | Thüringer HC                  | 27:33 (12:16) |
| 5. Oktober 2003 | 15:00 Uhr | Hastedter TSV                   | – | TSV Nord Harrislee            | 20:28 (10:17) |
| 5. Oktober 2003 | 15:00 Uhr | SG Haslach/Herrenberg/Kuppingen | – | TSG Ober-Eschbach             | 0:0           |
| 5. Oktober 2003 | 15:45 Uhr | TuS Eintracht Oberlübbe         | – | SuS FS Düsseldorf             | 24:20 (10:9)  |
| 5. Oktober 2003 | 16:30 Uhr | SG Sinzheim/Niederbühl          | – | TuS Metzingen                 | 13:27 (7:14)  |
| 5. Oktober 2003 | 17:00 Uhr | SG Handball Rosengarten         | – | HSG Lüneburg                  | 36:17 (18:10) |
| 5. Oktober 2003 | 17:00 Uhr | VfL Sindelfingen                | – | Frisch Auf Göppingen          | 25:28 (15:10) |
| 5. Oktober 2003 | 17:00 Uhr | TV Ruchheim                     | – | SV Allensbach                 | 18:31 (9:13)  |

Die Sieger zogen in die 3. Hauptrunde ein.

### 3. Runde
Zur 3. Hauptrunde stießen zu den Siegern der 2. Runde die zehn nicht abgestiegenen Bundesligisten der Saison 2002/03 sowie die beiden Zweitligaaufsteiger SC Buntekuh (Staffel Nord) und TuS Weibern (Staffel Süd) hinzu. Die Spiele der 3. Hauptrunde wurden überwiegend am Wochenende 1./2. November 2003 austragen; die Partie zwischen Oschatz und Mainzlar wurde am 7. Dezember nachgeholt.
| Datum            | Uhrzeit   | Heimmannschaft                  |   | Gastmannschaft                | Ergebnis      |
| ---------------- | --------- | ------------------------------- | - | ----------------------------- | ------------- |
| 1. November 2003 | 18:00 Uhr | SG Handball Rosengarten         | – | SV Fortuna ’50 Neubrandenburg | 27:23 (14:9)  |
| 1. November 2003 | 18:30 Uhr | HG Remscheid                    | – | VfL Oldenburg                 | 14:32 (6:15)  |
| 1. November 2003 | 19:00 Uhr | BSV Sachsen Zwickau             | – | SC Markranstädt               | 36:34 (16:13) |
| 1. November 2003 | 19:00 Uhr | 1. FC Nürnberg                  | – | DJK/MJC Trier                 | 25:20 (13:9)  |
| 1. November 2003 | 19:00 Uhr | TV Beyeröhde                    | – | BV Borussia Dortmund          | 26:30 (14:14) |
| 1. November 2003 | 19:30 Uhr | TuS Metzingen                   | – | TuS Weibern                   | 25:30 (13:15) |
| 1. November 2003 | 19:30 Uhr | SC Greven 09                    | – | Bayer 04 Leverkusen           | 16:32 (8:14)  |
| 2. November 2003 | 15:00 Uhr | TSG Wismar                      | – | SC Buntekuh                   | 27:26 (13:10) |
| 2. November 2003 | 15:00 Uhr | SG Haslach/Herrenberg/Kuppingen | – | HSG Bensheim/Auerbach         | 21:25 (13:12) |
| 2. November 2003 | 15:45 Uhr | TSV Nord Harrislee              | – | SG PSV Rostock                | 22:32 (12:17) |
| 2. November 2003 | 16:00 Uhr | SG Kirchhof                     | – | TV Lützellinden               | 26:28 (10:16) |
| 2. November 2003 | 16:00 Uhr | Thüringer HC                    | – | HC Leipzig                    | 25:28 (13:11) |
| 2. November 2003 | 16:00 Uhr | Frankfurter HC                  | – | Buxtehuder SV                 | 34:27 (14:11) |
| 2. November 2003 | 17:00 Uhr | SV Allensbach                   | – | Frisch Auf Göppingen          | 32:31 (14:13) |
| 2. November 2003 | 18:00 Uhr | TuS Eintracht Oberlübbe         | – | SV Wacker Osterwald           | 18:32 (9:16)  |
| 7. Dezember 2003 | 16:00 Uhr | SHV Oschatz                     | – | TV Mainzlar                   | 24:26 (11:14) |

Die Sieger qualifizierten sich für das Achtelfinale.

### Achtelfinale
Das Achtelfinale wurde zwischen dem 4. und 28. Januar 2004 ausgespielt und brachte folgende Ergebnisse:
| Datum           | Uhrzeit   | Heimmannschaft          |   | Gastmannschaft      | Ergebnis      |
| --------------- | --------- | ----------------------- | - | ------------------- | ------------- |
| 4. Januar 2004  | 16:00 Uhr | SG Handball Rosengarten | – | Frankfurter HC      | 20:48 (9:23)  |
| 10. Januar 2004 | 19:30 Uhr | SG PSV Rostock          | – | BSV Sachsen Zwickau | 37:27 (15:14) |
| 10. Januar 2004 | 19:30 Uhr | TSG Wismar              | – | TV Lützellinden     | 20:25 (8:9)   |
| 11. Januar 2004 | 16:00 Uhr | BV Borussia Dortmund    | – | VfL Oldenburg       | 32:30 (15:14) |
| 11. Januar 2004 | 16:00 Uhr | HSG Bensheim/Auerbach   | – | 1. FC Nürnberg      | 17:36 (8:15)  |
| 11. Januar 2004 | 16:00 Uhr | SV Allensbach           | – | TV Mainzlar         | 23:33 (11:16) |
| 13. Januar 2004 | 19:30 Uhr | HC Leipzig              | – | TuS Weibern         | 37:23 (17:8)  |
| 28. Januar 2004 | 20:00 Uhr | SV Wacker Osterwald     | – | Bayer 04 Leverkusen | 13:33 (3:13)  |

Die Sieger qualifizierten sich für das Viertelfinale.

### Viertelfinale
Die Viertelfinalspiele wurden zwischen dem 10. März und 8. April 2004 ausgetragen und brachten folgende Ergebnisse:
| Datum         | Uhrzeit   | Heimmannschaft |   | Gastmannschaft       | Ergebnis      |
| ------------- | --------- | -------------- | - | -------------------- | ------------- |
| 10. März 2004 | 19:00 Uhr | SG PSV Rostock | – | 1. FC Nürnberg       | 25:28 (12:12) |
| 10. März 2004 | 19:30 Uhr | HC Leipzig     | – | BV Borussia Dortmund | 26:21 (11:12) |
| 12. März 2004 | 20:00 Uhr | TV Mainzlar    | – | TV Lützellinden      | 31:24 (13:12) |
| 8. April 2004 | 19:30 Uhr | Frankfurter HC | – | Bayer 04 Leverkusen  | 29:27 (17:11) |

Die Sieger qualifizierten sich für das Final Four.

## Final Four
Das Final Four wurde am Wochenende 8./9. Mai 2004 in der Erdgasarena in Riesa ausgetragen.

### Halbfinale
| Datum       | Uhrzeit   | Heimmannschaft |   | Gastmannschaft | Ergebnis      |
| ----------- | --------- | -------------- | - | -------------- | ------------- |
| 8. Mai 2004 | 14:00 Uhr | Frankfurter HC | – | HC Leipzig     | 35:28 (17:9)  |
| 8. Mai 2004 | 16:30 Uhr | 1. FC Nürnberg | – | TV Mainzlar    | 41:27 (20:15) |

### Spiel um Platz 3
| Datum       | Uhrzeit   | Heimmannschaft |   | Gastmannschaft | Ergebnis      |
| ----------- | --------- | -------------- | - | -------------- | ------------- |
| 9. Mai 2004 | 13:00 Uhr | HC Leipzig     | – | TV Mainzlar    | 36:30 (20:17) |

### Finale
| Datum       | Uhrzeit   | Heimmannschaft |   | Gastmannschaft | Ergebnis      |
| ----------- | --------- | -------------- | - | -------------- | ------------- |
| 9. Mai 2004 | 15:15 Uhr | Frankfurter HC | – | 1. FC Nürnberg | 26:32 (13:13) |